# Móricgát
Móricgát (ungerska: Alsómóricgát, Felsőmóricgát) är en ort i Ungern.   Den ligger i provinsen Bács-Kiskun, i den centrala delen av landet, 110 km söder om huvudstaden Budapest. Móricgát ligger 103 meter över havet och antalet invånare är 499.
Terrängen runt Móricgát är mycket platt. Runt Móricgát är det ganska glesbefolkat, med 42 invånare per kvadratkilometer. Närmaste större samhälle är Kiskunfélegyháza, 16,0 km nordost om Móricgát. Omgivningarna runt Móricgát är en mosaik av jordbruksmark och naturlig växtlighet.